# دانيال بيلانجر
دانيال بيلانجر هو مغني ومغن مؤلف كندي، ولد في 26 ديسمبر 1961 في مونتريال في كندا.

## وصلات خارجية
- الموقع الرسمي
- دانيال بيلانجر على موقع IMDb (الإنجليزية)
- دانيال بيلانجر على موقع ميوزك برينز (الإنجليزية)
- دانيال بيلانجر على موقع أول ميوزيك (الإنجليزية)
- دانيال بيلانجر على موقع ديسكوغز (الإنجليزية)